# Jefferson City (Montana)
Jefferson City es un lugar designado por el censo ubicado en el condado de Jefferson en el estado estadounidense de Montana. En el Censo de 2010 tenía una población de 472 habitantes y una densidad poblacional de 7,85 personas por km².

## Geografía
Jefferson City se encuentra ubicado en las coordenadas 46°22′41″N 112°1′50″O / 46.37806, -112.03056. Según la Oficina del Censo de los Estados Unidos, Jefferson City tiene una superficie total de 60.13 km², de la cual 60.13 km² corresponden a tierra firme y (0%) 0 km² es agua.

## Demografía
Según el censo de 2010, había 472 personas residiendo en Jefferson City. La densidad de población era de 7,85 hab./km². De los 472 habitantes, Jefferson City estaba compuesto por el 96.61% blancos, el 0.21% eran afroamericanos, el 1.27% eran amerindios, el 0% eran asiáticos, el 0% eran isleños del Pacífico, el 0% eran de otras razas y el 1.91% pertenecían a dos o más razas. Del total de la población el 1.48% eran hispanos o latinos de cualquier raza.